# Cuphea circaeoides
Cuphea circaeoides är en fackelblomsväxtart som beskrevs av James Edward Smith och John Sims. Cuphea circaeoides ingår i släktet blossblommor, och familjen fackelblomsväxter. Inga underarter finns listade i Catalogue of Life.